# Monumento Nacional a los Antepasados
El Monumento Nacional a los Antepasados, anteriormente conocido como el Monumento al Peregrino, es un monumento histórico ubicado en 72 Allerton Street en Plymouth, Massachusetts y que conmemora a los exploradores que llegaron a Norteamérica en el barco Mayflower, los cuales se conocen comúnmente como Padres peregrinos. Fue dedicado el 1 de agosto de 1889 y rinde homenaje a sus ideales que luego fueron adoptados generalmente por todo Estados Unidos. Es posible que sea el monumento de granito sólido más grande del mundo, con 24,7 m de alto.

## Descripción general
Ubicado en 72 Allerton Street en Plymouth, Massachusetts, el monumento de 25 metros fue encargado por la Pilgrim Society. El concepto original data de alrededor de 1820, y la planificación real comenzó en 1850. La piedra angular fue colocada el 2 de agosto de 1859 por la Gran Logia de Masones de Massachusetts, bajo la dirección del Gran Maestre John T. Heard. El monumento se completó en octubre de 1888 y se dedicó con las ceremonias correspondientes el 1 de agosto de 1889.
Hammatt Billings, arquitecto, ilustrador y escultor de Boston, concibió originalmente el monumento como una estructura de 45,7 metros, comparable al Coloso de Rodas. Poco antes de su muerte en 1874, Billings redujo el tamaño del monumento, que iba a estar hecho completamente de granito extraído en una mina cercana en Hallowell, Maine. Luego el proyecto pasó al hermano de Billings, Joseph, quien junto con otros escultores, entre ellos, Alexander Doyle, Carl Conrads y James Mahoney, reelaboraron el diseño, aunque se mantuvieron los componentes básicos. El monumento, que mira al noreste del puerto de Plymouth (y, aproximadamente, hacia Plymouth, Inglaterra, desde donde partió la expedición), se encuentra en el centro de un camino circular, al que se accede desde Allerton Street desde el este. El plano del pedestal principal es octagonal, con cuatro caras pequeñas y cuatro grandes; de las caras pequeñas se proyectan cuatro contrafuertes. En el pedestal principal se encuentra una figura heroica de la "Fe", con su mano derecha apuntando hacia el cielo. y su mano izquierda agarrando la Biblia. Sobre los cuatro contrafuertes también están sentadas figuras emblemáticas de los principios sobre los que los peregrinos que llegaron al área fundaron su sociedad; en sentido antihorario desde el este son, Moralidad, Ley, Educación y Libertad. Cada una fue tallada en un bloque sólido de granito, colocado en la posición de sentado sobre sillas con un alto relieve a cada lado de características menores. Bajo "Moralidad" destacan "Profeta" y "Evangelista"; bajo "Ley" están "Justicia" y "Misericordia"; bajo "Educación" están "Juventud" y "Sabiduría"; y bajo "Libertad" destacan "Tiranía derrocada" y "Paz".
En la cara de los contrafuertes, debajo de estas figuras hay altos relieves en mármol, que representan escenas de la historia de estos exploradores. Bajo "Moralidad" está "Embarcación"; bajo "Ley" está "Tratado"; bajo "Educación" está "Compacto"; y debajo de "Libertad" está "Aterrizaje". Sobre las cuatro caras del pedestal principal hay grandes paneles para registros. El panel frontal está inscrito de la siguiente manera: "Monumento Nacional a nuestros Antepasados. Erigido por un pueblo agradecido en recuerdo de sus labores, sacrificios y sufrimientos por la causa de la libertad civil y religiosa". Los paneles derecho e izquierdo contienen los nombres de aquellos que vinieron en el barco Mayflower. El panel trasero, que no fue grabado hasta hace poco, contiene una cita de la famosa historia de William Bradford (gobernador de Plymouth), Del asentamiento de Plymouth:

Así, de pequeños comienzos, cosas mayores han sido producidas por Su mano que hizo todas las cosas de la nada y da existencia a todas las cosas que son; y como una pequeña vela puede encender mil, así la luz aquí encendida ha brillado sobre muchos, sin ninguna clase, para toda nuestra nación; sea para el glorioso nombre de Jehová toda alabanza.

El esquema general fue diseñado por el arquitecto Hammatt Billings. La figura de 11 metros de "Fe" se basó en un modelo de yeso de 2.8 metros de William Rimmer en 1875, que fue ampliado y alterado por Joseph Edward Billings y un escultor llamado Perry (probablemente John D. Perry). Las estatuas subsidiarias fueron ejecutadas por escultores de la zona, entre ellos, Alexander Doyle, Carl Conrads y James H. Mahoney.

## Registro nacional
El monumento fue incluido en el Registro Nacional de Lugares Históricos el 30 de agosto de 1974. Originalmente bajo el cuidado de la Pilgrim Society, fue entregado al gobierno del estado de Massachusetts en 2001. Este monumento y Plymouth Rock constituyen el Pilgrim Memorial State Park. Aunque tiene la intención de tener un alcance nacional, el Monumento a los Antepasados no es un "Monumento Nacional" federal de los Estados Unidos como se entiende hoy por la Ley de Antigüedades de 1906.

## Monumental película
En 2012, Kirk Cameron lanzó la película Monumental que presenta la historia del monumento y los valores de aquellos a quienes conmemora.

## Imágenes

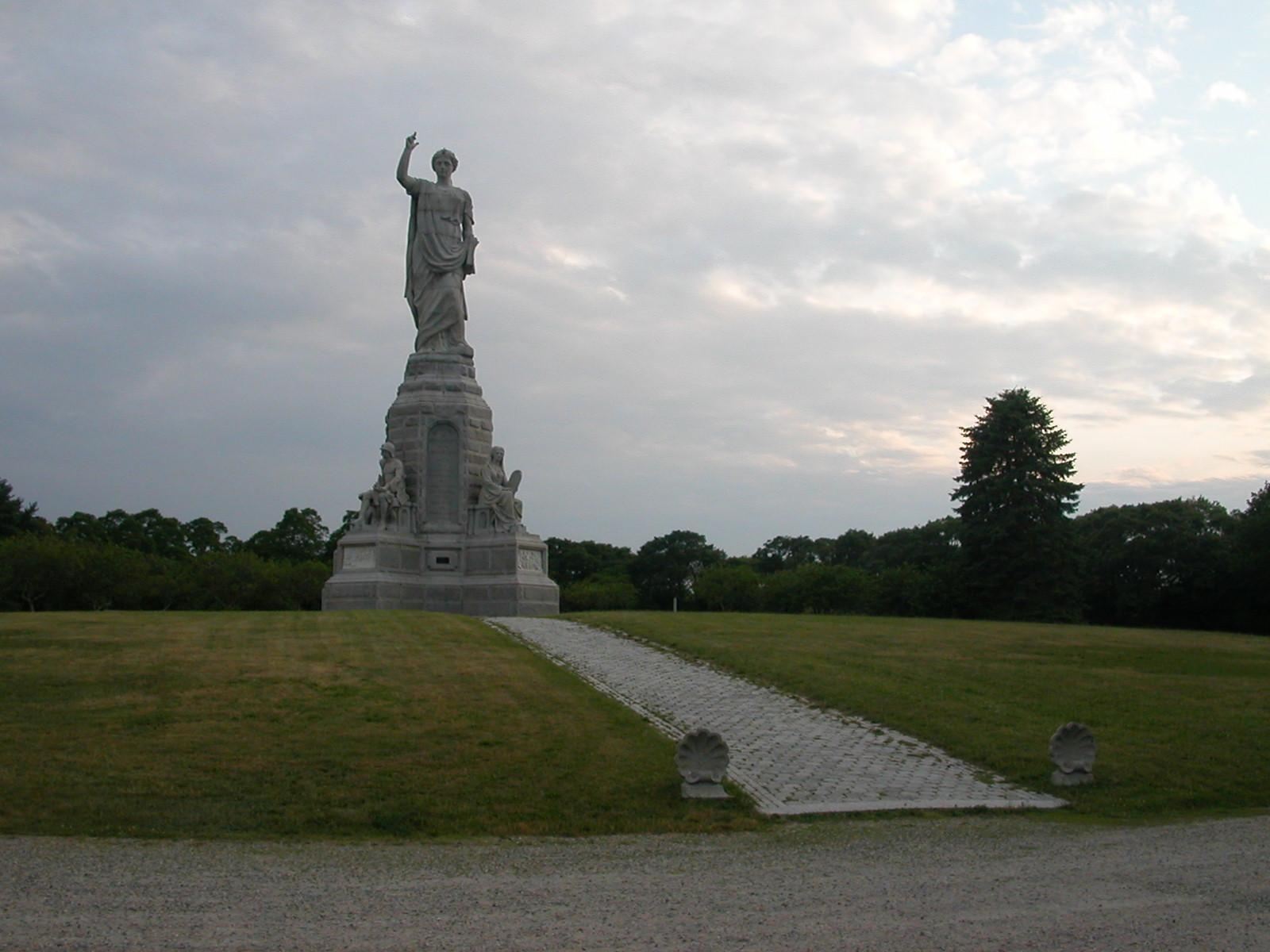
Monumento y parque circundante
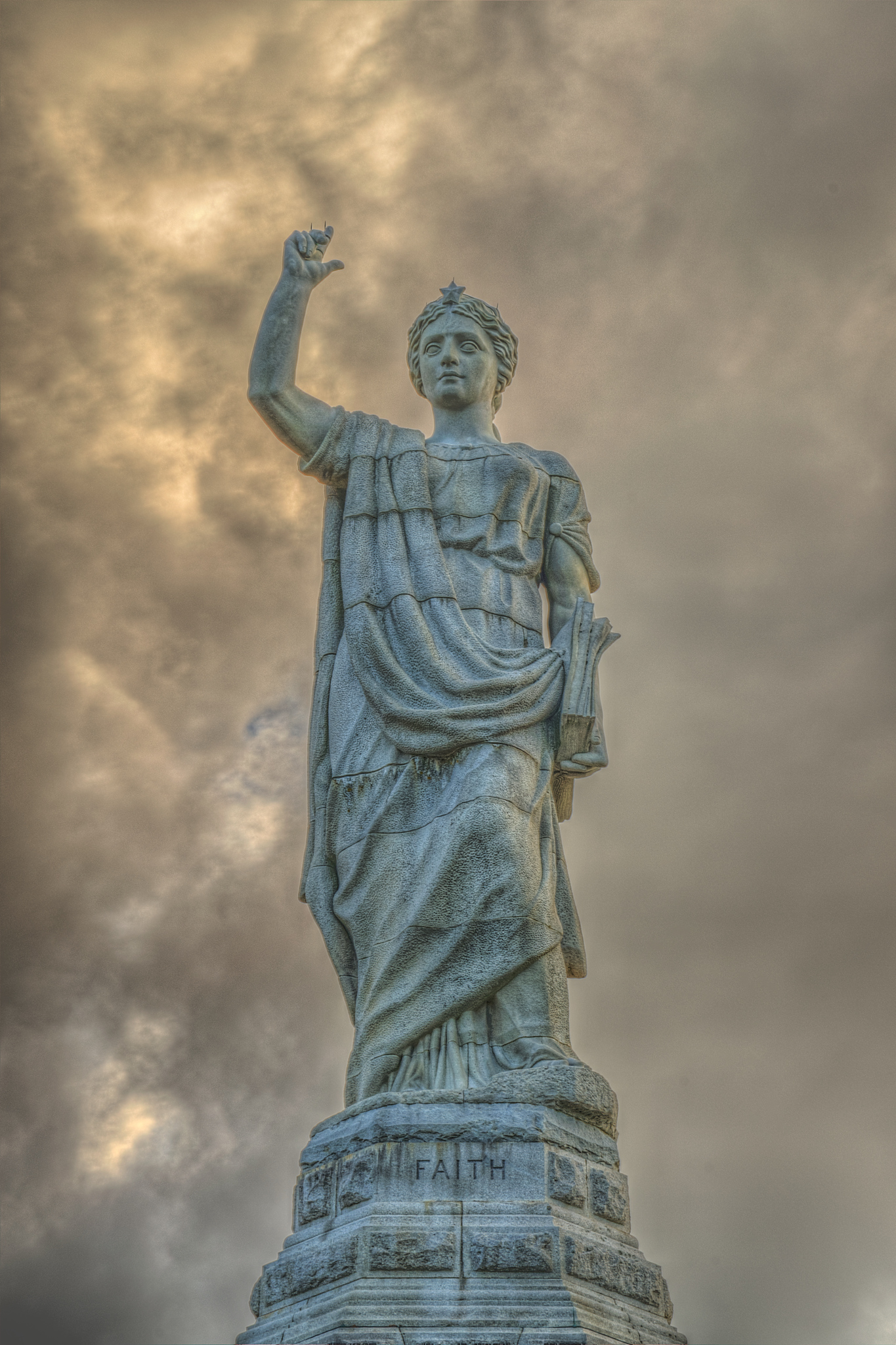
Detalle de la estatua de la Fe

### Figuras de las estatuas

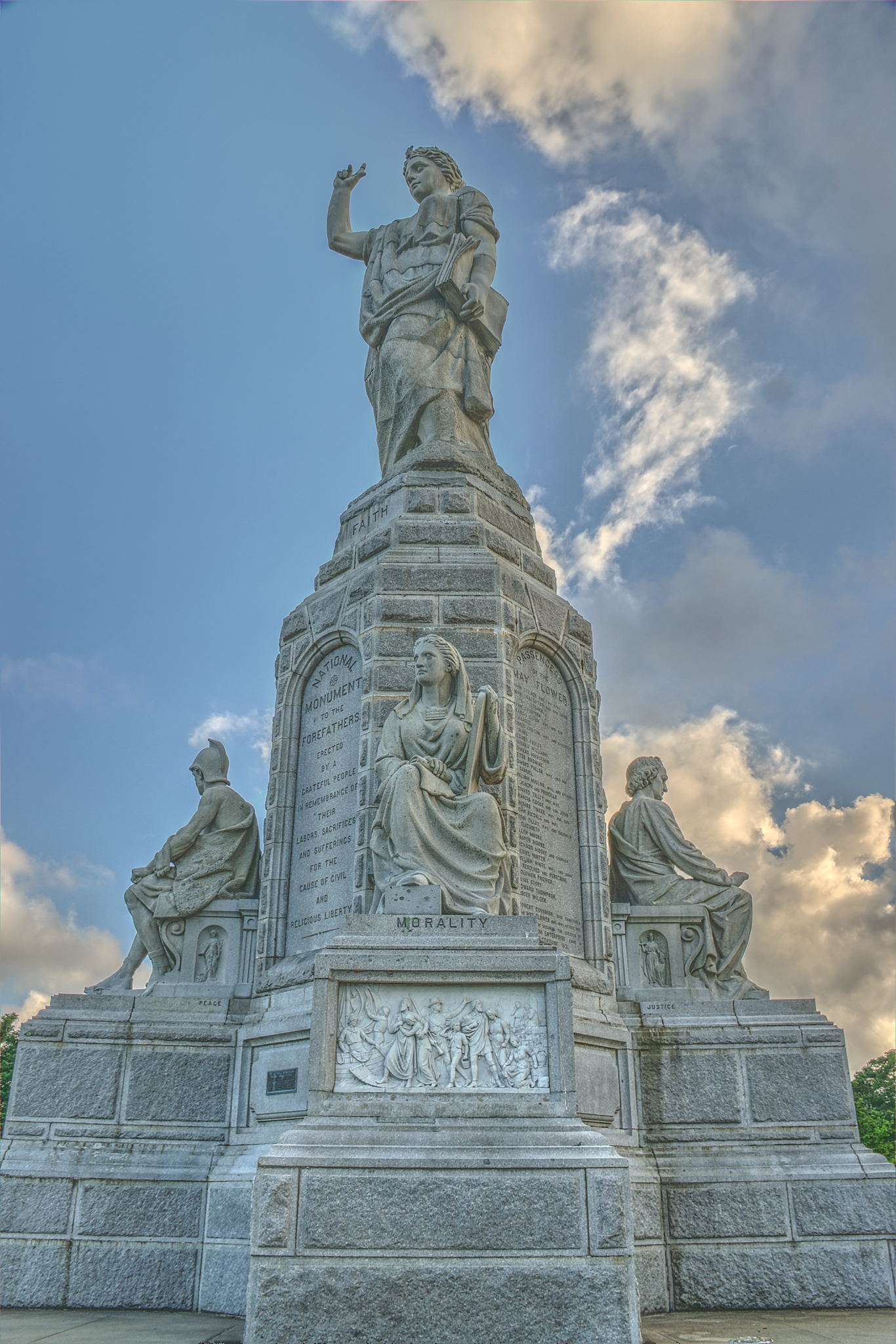
Moralidad
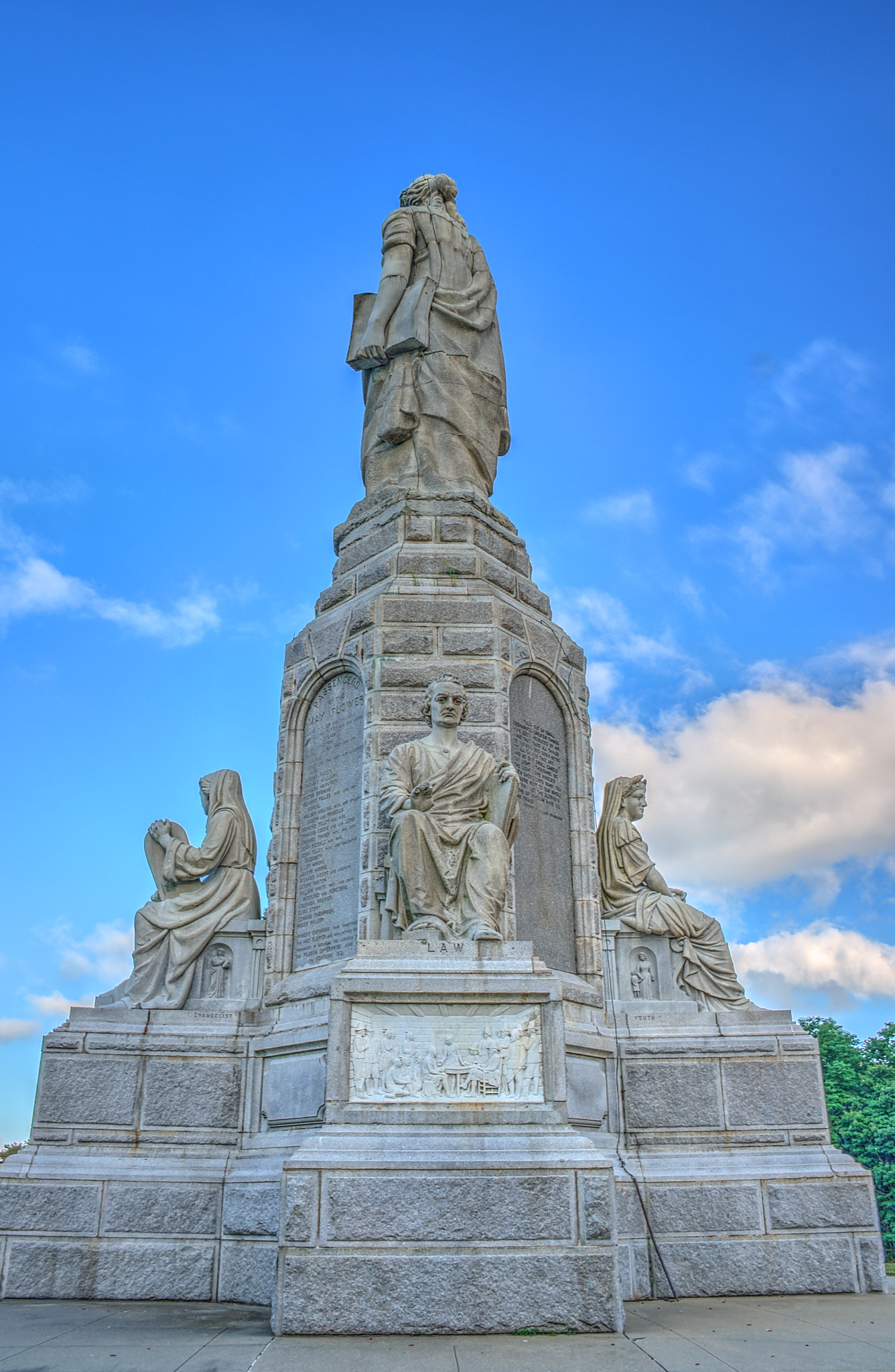
Ley
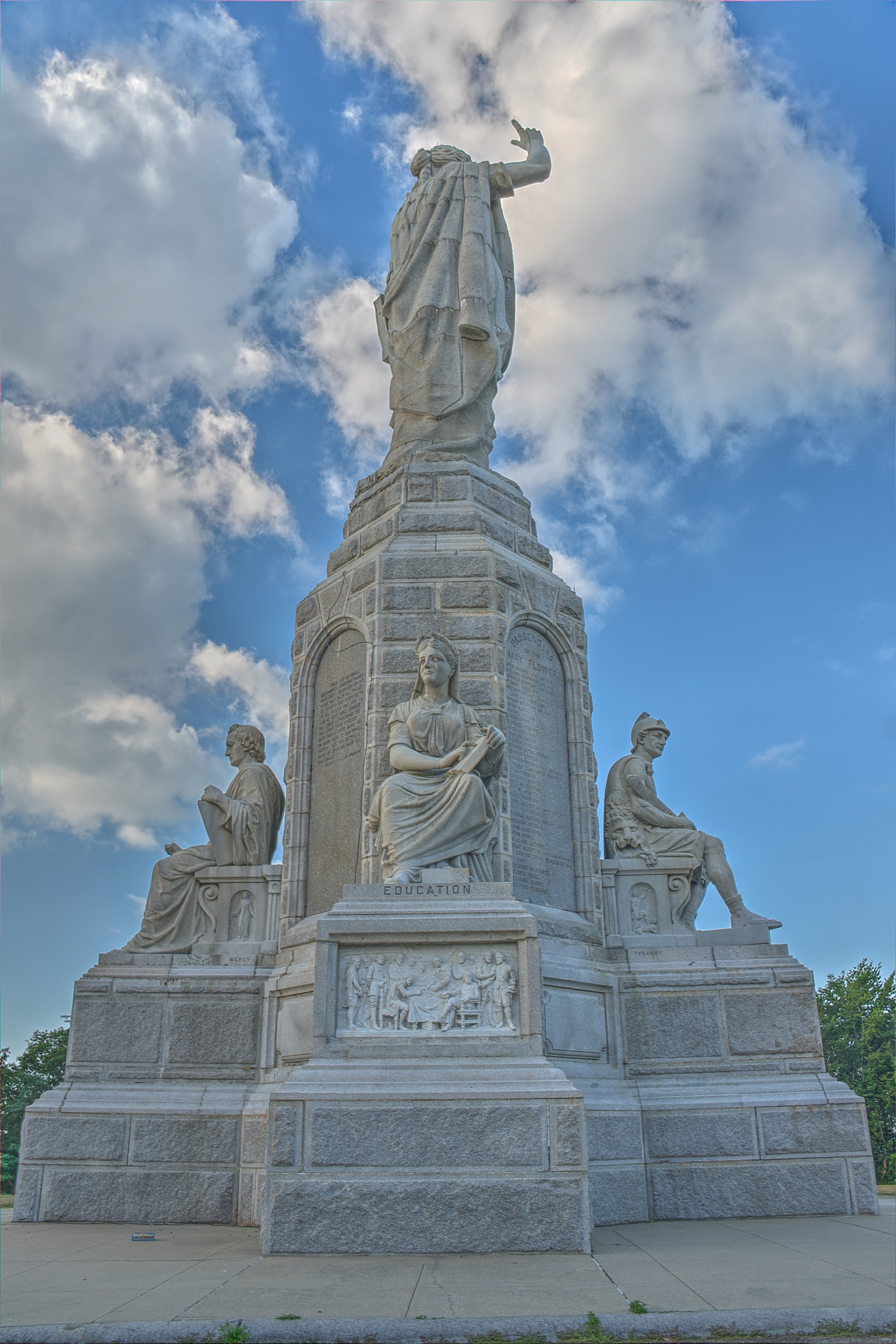
Educación
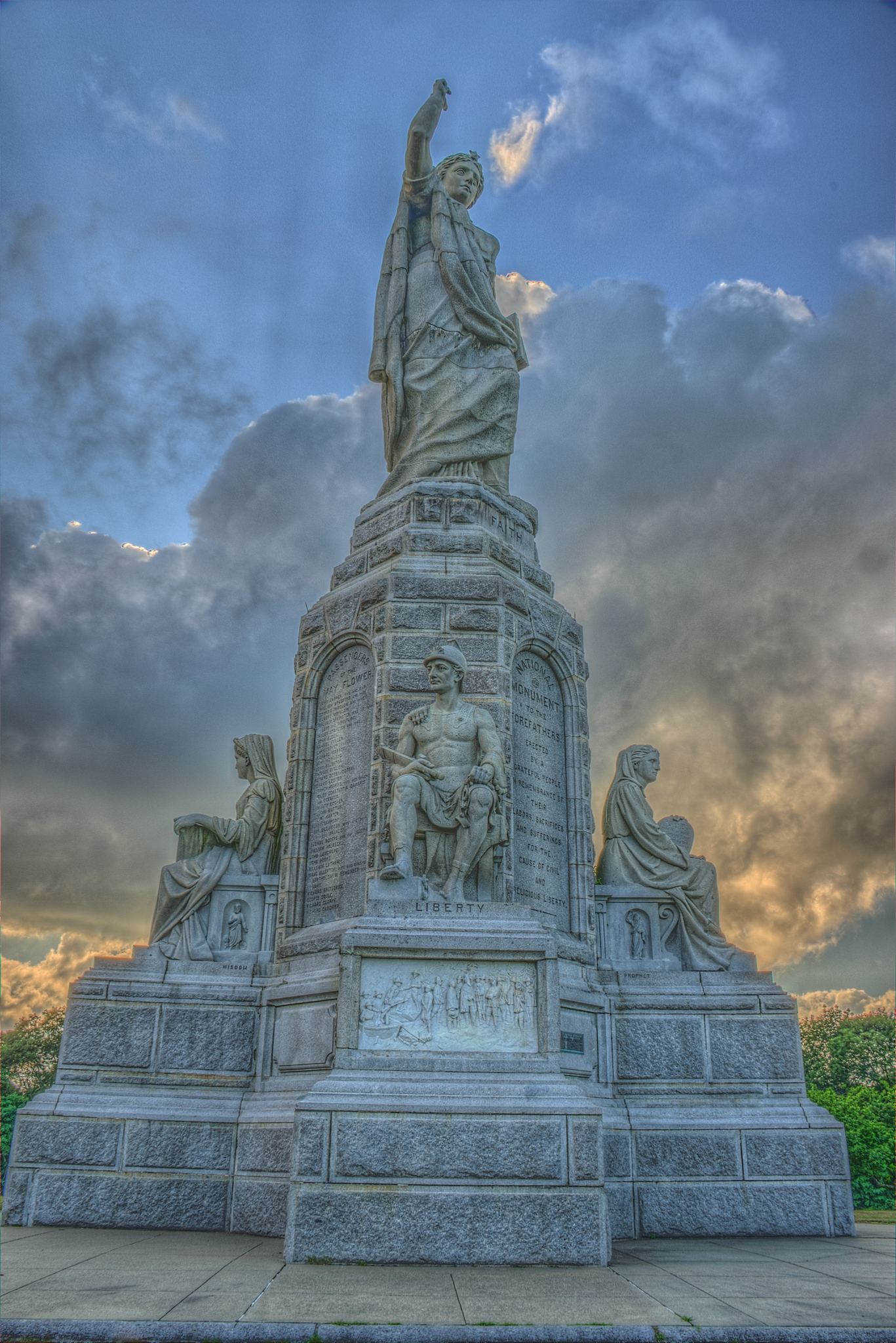
Libertad

### Paneles del monumento

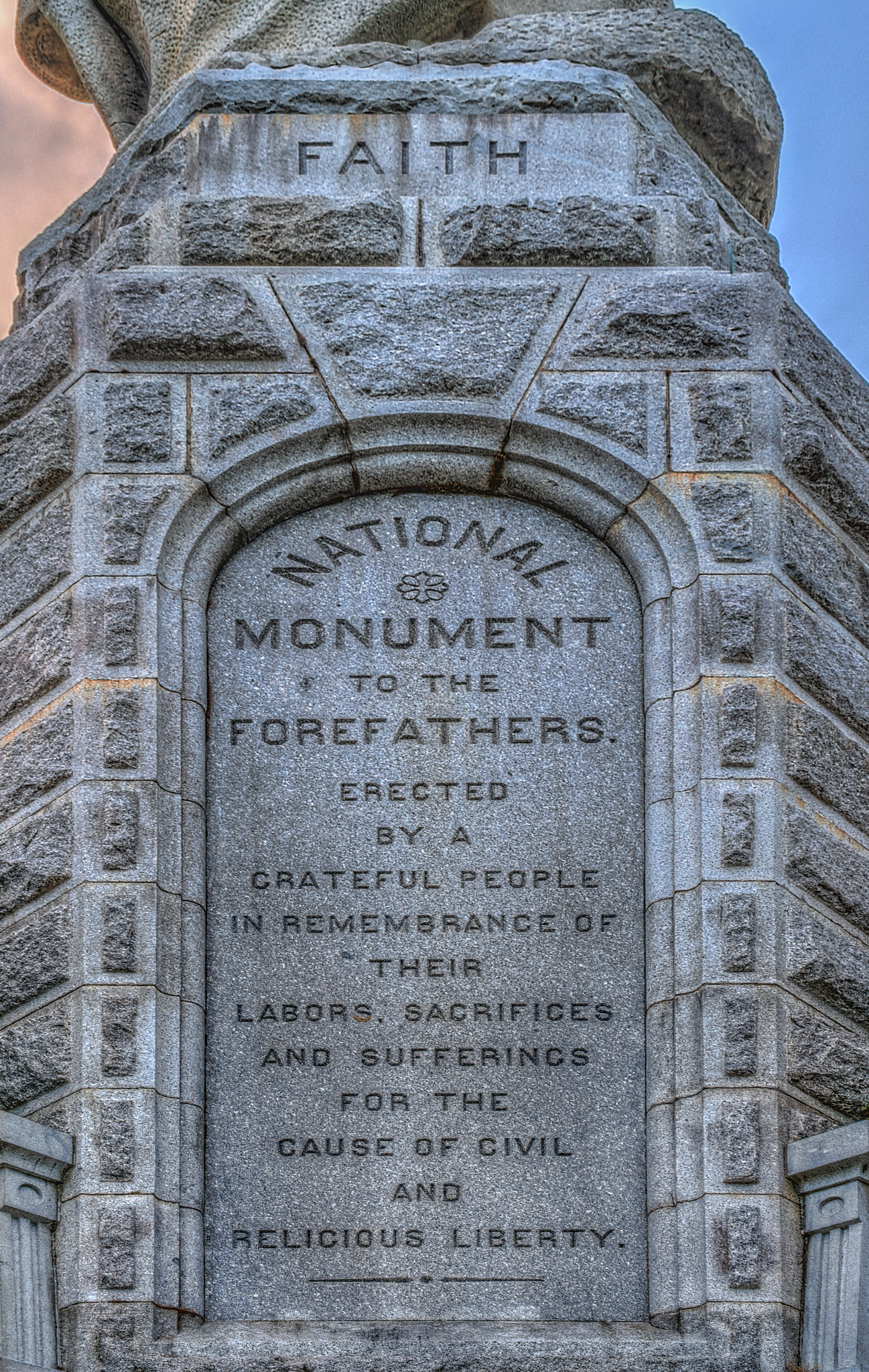
Detalle del panel frontal
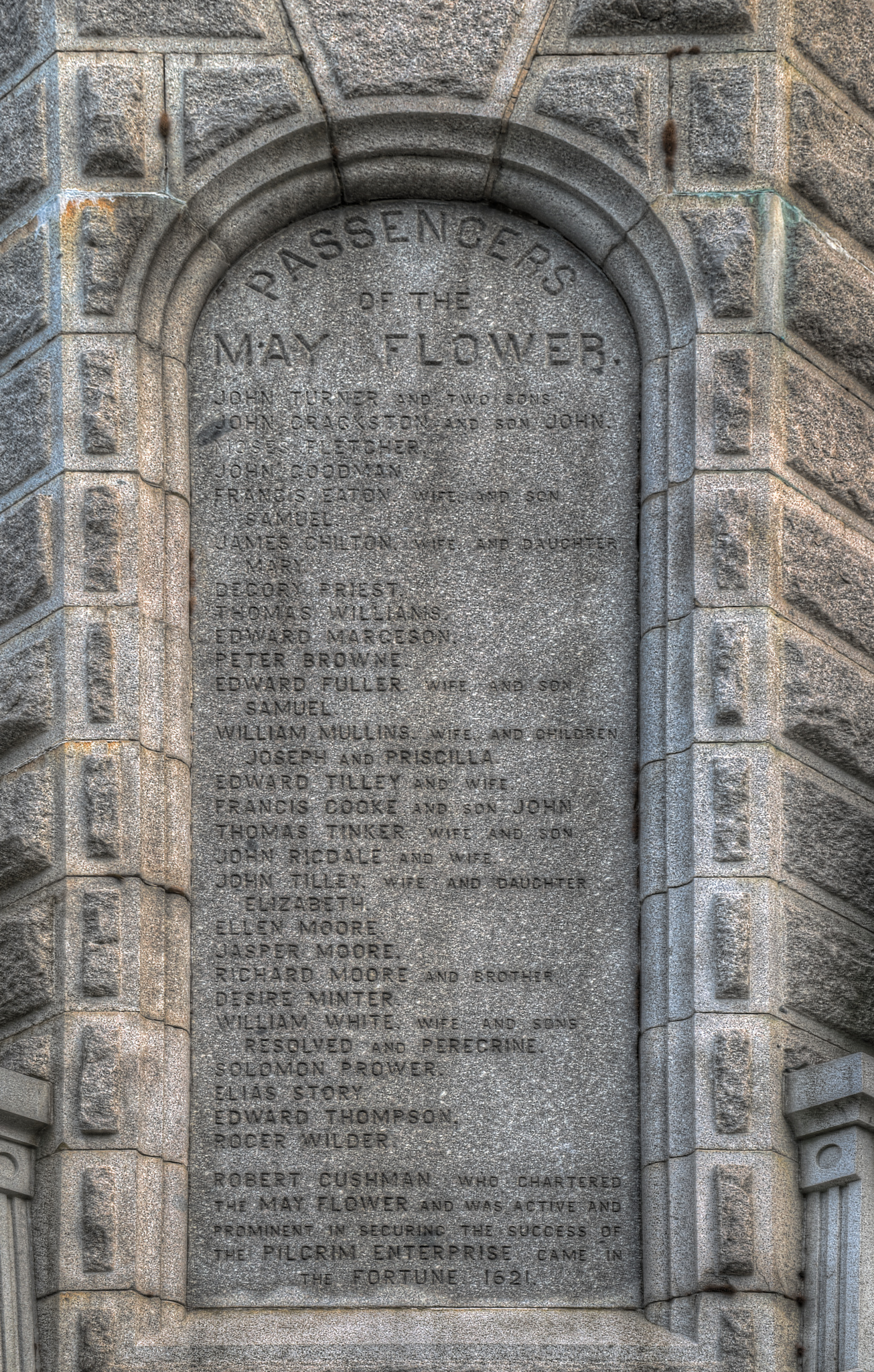
Detalle del Mayflower
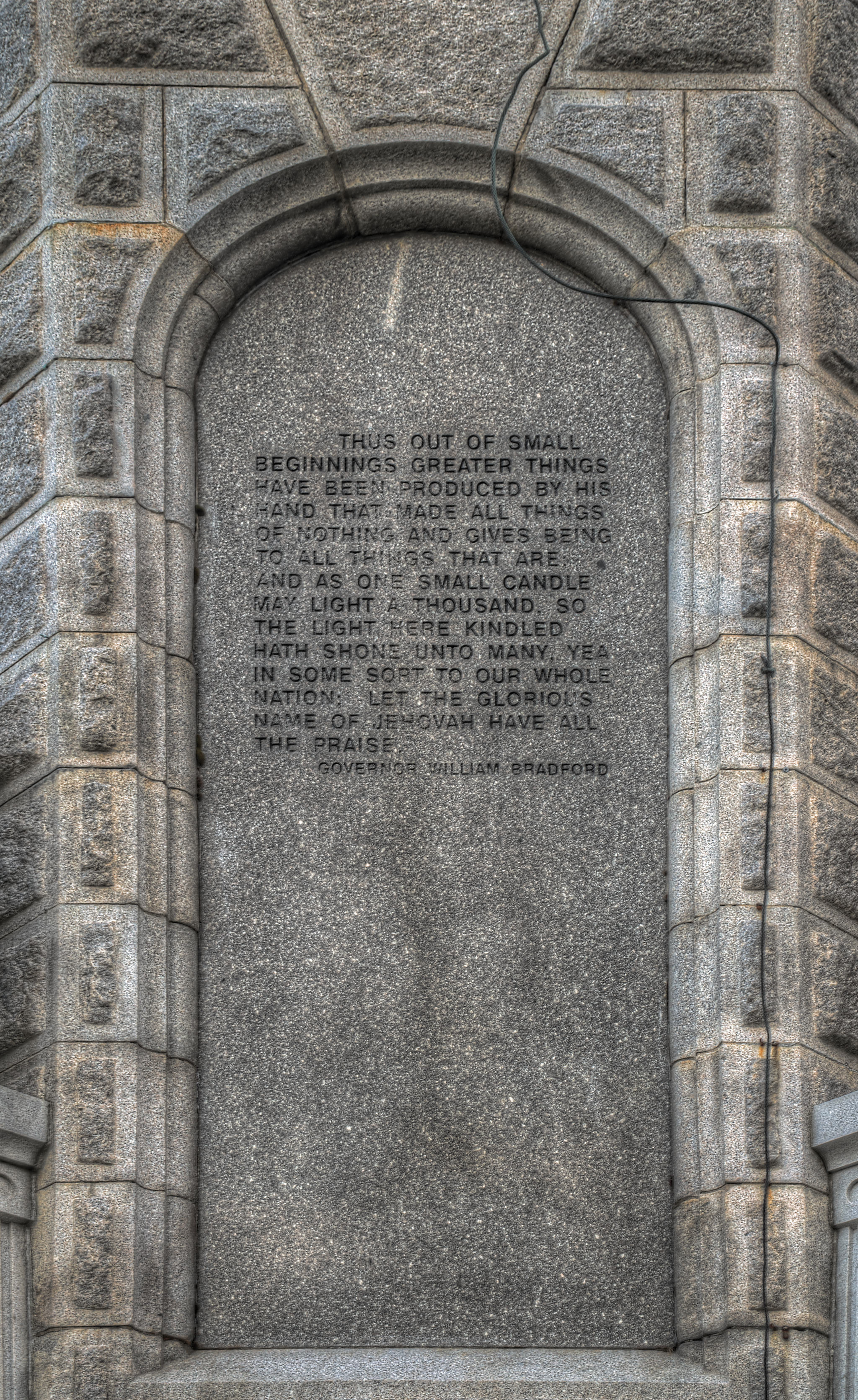
Detalle de la cita de William Bradford

## Otras lecturas
- Baker, Billy (24 de noviembre de 2019). «¿Cómo se vuelve invisible un monumento a los peregrinos de 81 pies de altura?». The Boston Globe. Consultado el 24 de noviembre de 2019.